# Herba Chemosan
Die Herba Chemosan Apotheker-AG ist ein österreichischer Pharmagroßhändler mit Hauptsitz in Wien-Simmering.
Sie gehört neben der SANOVA Pharma GesmbH sowie der „Aewige“ ärztliche Wirtschaftsgesellschaft m.b.H. zur Herba Unternehmensgruppe, die als Teil der kritischen Infrastruktur die österreichische Bevölkerung mit Medikamenten sowie Medizinprodukten versorgt.
An acht Standorten in Österreich sowie je einem in Tschechien und der Schweiz sind rund 1.000 Mitarbeitende beschäftigt. Die Herba Chemosan zählt zu Österreichs Leitbetrieben.
Nach dem Rückzug des US-Konzerns McKesson aus Europa ist das Unternehmen seit 1. Februar 2022 wieder in österreichischer Hand.
Die Mehrheitseigentümer sind die Vorstände der Herba Chemosan Apotheker AG Andreas Windischbauer, Andreas Janka und Maximilian von Künsberg Sarre. Die weiteren Anteile werden von der Invest AG, einem Unternehmen aus dem Bereich der Raiffeisenlandesbank Oberösterreich gehalten.